# マルティリオ
マルティリオ（Martirio、英語で「殉教」または「苦痛」を意味するスペイン語の芸名、1954年 - ）として知られる、マリベル・キニョネスまたはマリア・イザベル・キニョネス・グティエレスは、スペイン・ウエルバで生まれたスペイン人の歌手である。
彼女はフラメンコからスタイルとインスピレーションを借りて、より現代的な音楽トレンド、特にジャズやタンゴだけでなく、ポップス、ロック、スウィング、ワラチャにも適応または融合している。この意味で、彼女は新しいフラメンコ・アーティストとして適切にランク付けできる。
彼女はまた、独特の外観（大きなサングラスをかけている）でも有名である。

## ディスコグラフィ

### アルバム
- Estoy Mala (1986年、Nuevo)
- La Bola de LA Vida del Amor (2003年、Karonte)
- Mucho Corazon (2003年、Sunnyside)
- Flor de Piel (2003年、Sunnyside)
- Martirio (2004年、Nuevos Medios)
- He Visto Color Por Sevillanas (2004年、BMG International)
- Acoplados (2005年、RTVE Classics)
- Primavera en Nueva York (2006年、Norte)
- Total (2010年、Reyes)
- Aire Que Te Rodea (2011年、Sony Music)
- 『クリスタリートス・マチャカオス』 - Cristalitos Machacaos (2012年、Nuevos Medios)
- De un Mundo Raro (2013年、Cantes por Chavela)[1]